# (268) Adorea
(268) Adorea – planetoida z pasa głównego asteroid okrążająca Słońce w ciągu 5 lat i 165 dni w średniej odległości 3,1 j.a. Została odkryta 8 czerwca 1887 roku w Marsylii przez Alphonse Borrelly’ego. (268) Adorea należy do planetoid z rodziny Themis.